# Titularbistum Palmyra dei Greco-Melkiti
Palmyra dei Greco-Melkiti (italienisch Palmira dei Greco-Melkiti) ist ein Titularerzbistum der katholischen Kirche, das vom Papst an Titularerzbischöfe aus der mit Rom unierten Melkitischen Griechisch-Katholischen Kirche vergeben wird.
Es geht zurück auf einen untergegangenen Bischofssitz in der Stadt Palmyra in der römischen Provinz Syria Coele bzw. in der Spätantike Syria salutaris in Zentralsyrien.
| Titularerzbischöfe von Palmyra dei Greco-Melkiti |                                   |                                                    |                   |                   |
| Nr.                                              | Name                              | Amt                                                | von               | bis               |
| 1                                                | Flaviano Khoury (Flaviano Kfoury) | emeritierter Erzbischof von Homs (Syrien)          | 1920              |                   |
| 2                                                | Basilio Antonio Leone Kilzi BA    | emeritierter Bischof von Banyas (Libanon)          | 11. August 1951   | 4. Juli 1963      |
| 3                                                | Grégoire Haddad                   | Weihbischof in Beirut und Jbeil (Libanon)          | 30. Juli 1965     | 9. September 1968 |
| 4                                                | Elias Nijmé BA                    | Weihbischof in Antiochien (Syrien)                 | 16. August 1971   | 7. Februar 1978   |
| 5                                                | François Abou Mokh BS             | Weihbischof in Antiochien (Syrien)                 | 7. Februar 1978   | 11. August 2006   |
| 6                                                | Abdo Arbach BC                    | Apostolischer Exarch von Argentinien (Argentinien) | 11. November 2006 | 23. Juni 2012     |
| 7                                                | Ibrahim Salameh SMSP              | Apostolischer Exarch von Argentinien (Argentinien) | 15. August 2013   |                   |